# Izrael na Mistrzostwach Świata w Lekkoatletyce 2013
Izrael na Mistrzostwach Świata w Lekkoatletyce 2013 – reprezentacja Izraela podczas czempionatu w Moskwie liczyła 3 zawodników.

## Występy reprezentantów Izraela

### Mężczyźni
| Konkurencja | Zawodnik     | Finał    | Finał   |
| Konkurencja | Zawodnik     | Rezultat | Pozycja |
| ----------- | ------------ | -------- | ------- |
| Maraton     | Zohar Zemiro | 2:25:23  | 40.     |

### Kobiety
| Konkurencja | Zawodnik               | Eliminacje | Eliminacje | Finał    | Finał   |
| Konkurencja | Zawodnik               | Rezultat   | Pozycja    | Rezultat | Pozycja |
| ----------- | ---------------------- | ---------- | ---------- | -------- | ------- |
| Skok wzwyż  | Ma’ajan Furman-Szachaf | 1,88 m     | 16.        | NQ       | NQ      |
| Trójskok    | Hanna Kniaziewa        | 14,46      | 3. Q       | 14,33    | 6.      |